# گمینا کوواکی کوشچیلنه
گمینا کوواکی کوشچیلنه (به لهستانی:  Gmina Kołaki Kościelne) یک گمینا در لهستان است که در شهرستان زامبروف واقع شده‌است. گمینا کوواکی کوشچیلنه ۷۳٫۷۶ کیلومتر مربع مساحت و ۲٬۴۱۴ نفر جمعیت دارد.